# Ellopostoma
Ellopostoma – rodzaj ryb karpiokształtnych z rodziny Ellopostomatidae.

## Klasyfikacja
Gatunki zaliczane do tego rodzaju:
- Ellopostoma megalomycter
- Ellopostoma mystax

Gatunkiem typowym jest Aperioptus megalomycter (E. megalomycter).